# Пельтье, Отем
Отем Пельтье́ (Autumn Peltier; род. 27 сентября 2004 года, Манитулин, Онтарио, Канада) — экологическая активистка, главный защитник воды народа Анишинаабе, а также её называют «водным воином». В 2018 году в возрасте тринадцати лет Пельтье обратилась к мировым лидерам на Генеральной Ассамблее ООН по вопросу защиты воды.

## Ранняя жизнь
Пельтье живёт на озере Гурон, которое является одно из крупнейших пресноводных озёр на Земле. Она родом с земли Виквемкун, которая принадлежит коренным народам. В настоящее время живёт в Оттаве и посещает среднюю школу имени Святой Матери Терезы.
Пельтье выросла, понимая важность воды и необходимости её защищать. Она также выступает за всеобщее право на чистую питьевую воду, повышая осведомленность о правах на воду и обеспечивая общинам доступ к чистой и безопасной питьевой воде. В возрасте 8 лет Пельтье начала посещать водные церемонии на землях коренных народов. В 2020 году она продолжила бороться за то, чтобы коренные народы по всему миру имели доступ к чистой питьевой воде. На борьбу в начале вдохновляла её двоюродная бабушка Жозефина Мандамин, которая также была известным активистом и боролась за обеспечение чистой питьевой водой.

## Защита водных ресурсов
Пельтье получила признание на национальном и международном уровне после того, как на заседании Ассамблеи коренных народов она подарила премьер-министру Канады Джастину Трюдо медный сосуд с водой, а после она выступила с речью против его политики, выступая за охрану воды и против трубопровода. Этот поступок вдохновил Ассамблею коренных народов на создание фонда Niabi Odacidae.
Она принимает участие в различных международных мероприятиях, таких как Детская климатическая конференция в Швеции.
В апреле 2019 года Пельтье назначена главным уполномоченным по водным ресурсам народа Анишинаабе. Ранее эту должность занимала её двоюродная бабушка Жозефина Мандамин.
В сентябре 2019 года Пельтье номинирована на Международную детскую премию мира и включена в список Защитников науки 2019 года Союзом неравнодушных ученых США.
Отем выступала на саммитах Генеральной ассамблеи Организации Объединённых Наций по борьбе с изменением климата в Нью-Йорке в 2018 и 2019 годах.
Во время пандемии COVID-19 Пельтье заявила о важности доступа к чистой питьевой воде для общин коренных народов, где вспышки эпидемии были особенно серьёзными.

## Влияние
Пельтье было присвоено звание «Водный воин» (NAAEE, 2018). Она также была голосом за всеобщее право на чистую питьевую воду, особенно для коренных общин в Канаде (NAAEE, 2018).
Она привлекла большое общественное внимание, когда в 2016 году во время ежегодного зимнего собрания коренных народов встретилась с премьер-министром Канады Джастином Трюдо, сказав ему: «Я очень недовольна вашим выбором» (Zettler, 2019). Пельтье выразила обеспокоенность по поводу нехватки чистой питьевой воды в различных общинах коренных народов по всей Канаде, особенно в связи с поддержкой премьер-министром Трюдо строительства трубопроводов.
Кроме того, Пельтье привлекла внимание, после выступления на Глобальном форуме ландшафтов в Нью-Йорке в сентябре 2018 года, где она обратилась к Организации Объединённых Наций и важным персонам мировой политики (Zettler, 2019). Эта конференция увеличила её популярность в мире и привела к положительным изменениям по проблеме сохранения водных источников.
Она использует такие платформы, как Facebook и Instagram, где у неё более 100 тысяч подписчиков, для распространения своих идей (Zettler, 2019). В целом, она получает огромную поддержку от молодежи, политиков и других активистов. Она внесла большой вклад в привлечение внимания к проблемам отсутствия чистой питьевой воды в общинах коренных народов.
Пельтье был показан в короткометражном документальном фильме «Водный ходок» Архивная копия от 6 мая 2021 на Wayback Machine, премьера которого состоялась на Международном кинофестивале в Торонто в 2020 году.

## Награды и признание
- Номинант на Международную детскую премию мира в 2017, 2018 и 2019 годах[5][17][18][19]
- Canadian Living Me to We Award Youth (2017 год)[7]
- Премия молодых граждан Онтарио, Газетная ассоциация Онтарио, 2017 год[20]
- Sovereign Medal of Exceptional Volunteerism (награждена генерал-губернатором Канады и вице-губернатором Онтарио, март 2017 год)[21]
- Ottawa Riverkeeper Award, 2018 г.[22]
- Премия Water Warrior на кинофестивале Water Docs в Торонто, 2019 год[4]
- Премия «Молодой лидер», премия Ассоциации муниципальных социальных служб Онтарио, 2019 год[23]
- Входит в 30-ку лучших в Северной Америке по экологическому образованию в возрасте до 30 лет, 2019 год[24]
- Входит в список топ 100 женщин по версии BBC (2019 год)[25]
- Входит в список топ 20 человек, которые достойны внимания (2020 год)[26]
- Входит в список 15 канадских икон составленный Huffington Post (2019 год)[27]
- Входит в список защитников науки (2019 год)[12]
- Признана женщиной года (Chatelaine, 2019)[28]
- Молодёжный эко-герой (2019 год)[10]